# Маруашвили, Сергей Калистратович
Сергей Калистратович Маруашвили (1913 год, село Зестафони, Шорапанский уезд, Кутаисская губерния, ССР Грузия — неизвестно, Потийский район, Грузинская ССР) — звеньевой колхоза «Октомбери» Потийского района, Грузинская ССР. Герой Социалистического Труда (1948).

## Биография
Родился в 1913 году в крестьянской семье в селе Зестафони Шорапанского уезда (сегодня — город). С раннего возраста трудился в сельском хозяйстве. Во время коллективизации вступил в местный колхоз, где трудился до призыва в 1942 году в Красную Армию по мобилизации. Участвовал в Великой Отечественной войне. После демобилизации возвратился в Грузию. В послевоенное время возглавлял полеводческое звено в колхозе «Октомбери» Потийского района.
В 1947 году звено под его руководством собрало в среднем с каждого гектара по 73,85 центнера кукурузы на площади 3 гектара. Указом Президиума Верховного Совета СССР от 21 февраля 1948 года удостоен звания Героя Социалистического Труда за «получение в 1947 году высоких урожаев кукурузы и пшеницы» с вручением ордена Ленина и золотой медали «Серп и Молот» (№ 879).
Этим же указом званием Героя Социалистического Труда был награждён труженик колхоза «Октомбери» звеньевой Феофан Дзакуевич Гвадзабия.
После выхода на пенсию проживал в Потийском районе. С 1968 года — персональный пенсионер союзного значения. Дата смерти не установлена (после 1985 года).
Награды
- Герой Социалистического Труда
- Орден Ленина
- Орден Отечественной войны 1 степени (11.03.1985)